# ケアラケクア湾

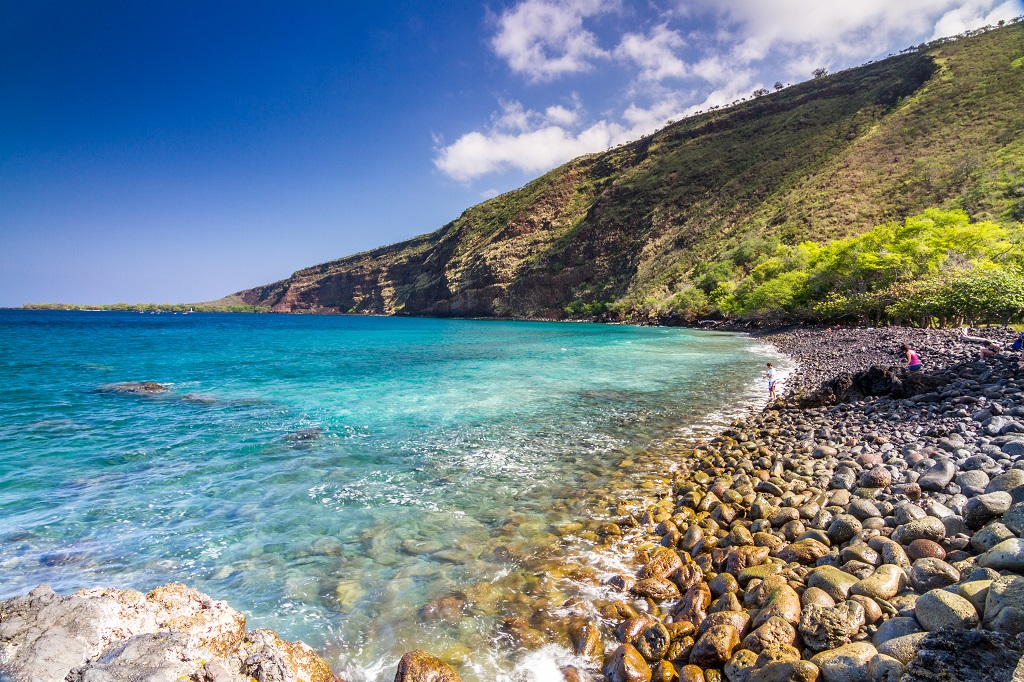
ケアラケクア湾を南側から見る

ケアラケクア湾（ 英語: Kealakekua Bay）はアメリカ合衆国ハワイ州のハワイ島サウス・コナ地区にある湾で、ここにキャプテン・クックが寄港し、殺された所として知られている。1973年にケアラケクア湾歴史地区（Kealakekua Bay Historical District）に指定されている。海中生物が保護されていて、カヤック、スクーバダイビング、シュノーケリングによる自然観察が行われている。

## ２つのヘイアウ
ケアラケクア湾には古くから人が住んだ気配があり、陸地（東）から崖が海に迫っており、季節風を避ける格好の場所になっている。
湾の南にはヒキアウ・ヘイアウ（Hikiau Heiau）があり、これはルアキニで、ハワイ島の王族の葬式と関係していて、ヘイアウの石垣は以前高さ4.9 m、長さ76 m、幅30 mもあった。近くの崖は「カオウア・ヌイの崖」と呼ばれて、ケオウア（Keōua）王族が埋葬されるのに使われてきた。
湾の北側にもカアワロア（Kaʻawaloa）村があり、そこにもプヒナ・オ・ロノ・ヘイアウ（Puhina O Lono Heiau）や王族用のいくつかの建物があった。村の名前は「遠いカヴァ」の村の意味であった。
ケアラケクアの名称はケ・アラ・ケ・クア（ke ala ke kua）から来ており、それは「神の通り道」の意味で、この地域は豊穣の神・新年の神」ロノ」 の祭りが「マカヒキ」（ハワイの新年）に大々的に行われている場所であった。

## クック船長の来航
ジェームズ・クック船長の指揮するレゾリューション号とディスカヴァリー号は1779年1月17日にケアラケクア湾に来航する。1月28日には航海中亡くなった船員のキリスト教葬式を行った記録がある。初回の寄港はマカヒキの時期に当たり、現地人から厚遇を受けて、数週間後に離れる。
しかし、しばらくして嵐に遭い、船が壊れて、2月14日に再びケアラケクア湾へ寄港する。今回の寄港はスムーズに行かなかった。現地人が小舟を盗んだという疑いで、カラニオプウ王（Kalaniʻōpuʻu）を人質にしたあと、戦いが始まり、クック船長は初めて上陸した地点近くで殺された。

## その後

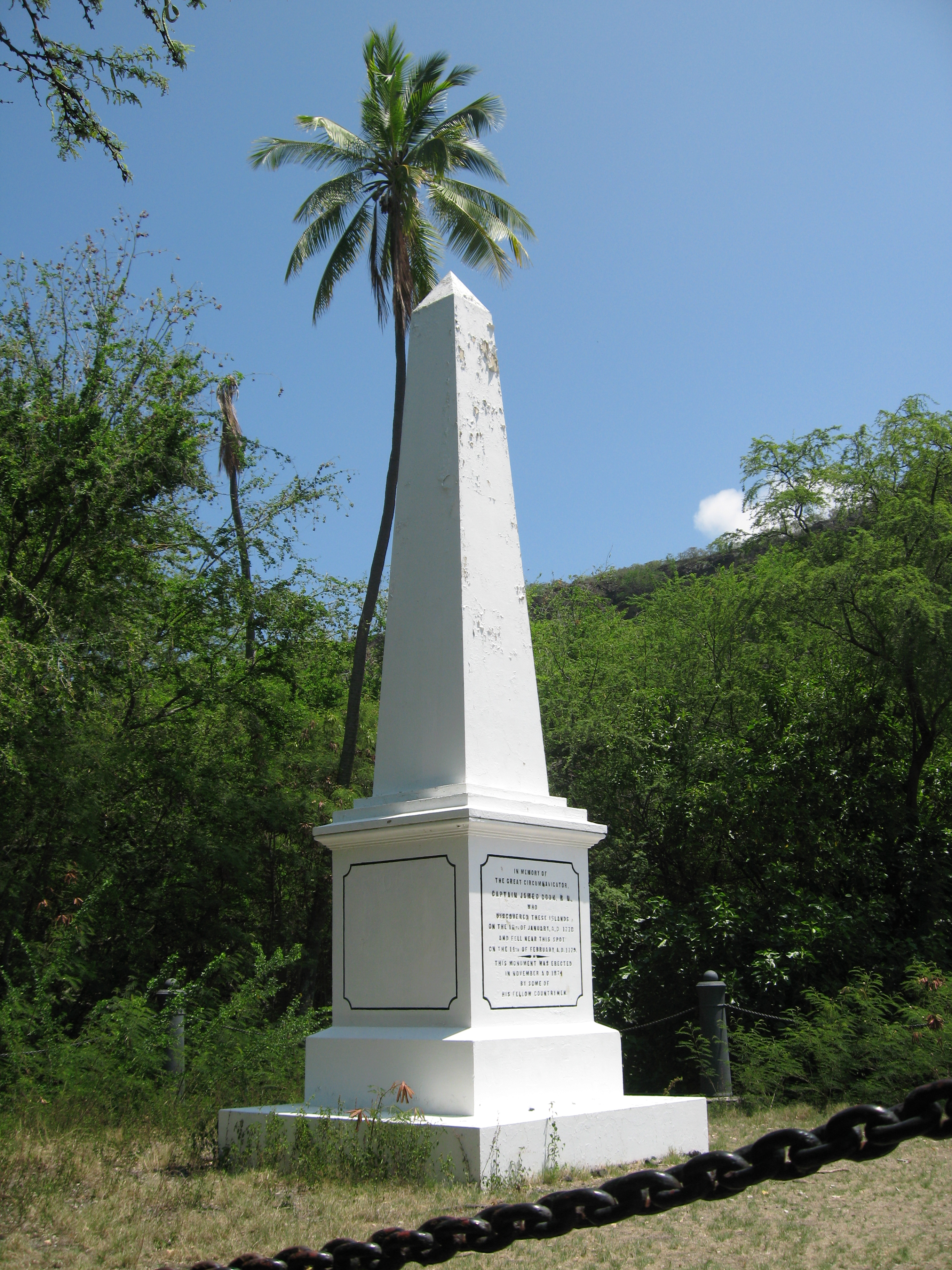
キャプテン・クック記念碑（1874年）

カラニオプウ王は1874年に亡くなり、彼の息子キワラオ王（Kīwalaʻō）が継ぐが、カメハメハも生まれており、ハワイは統一へ向かって行く。
1874年、ケアラケクア湾の北側に巨大なキャプテン・クック記念碑が建てられた。

## 交通
ケアラケクア湾の南側へは、キャプテン・クック（Captain Cook）のハワイ州道11号線から州道160号線（ナポオポオ・ロード）を下るとある。北側は、やはりナポオポオ・ロードに入ってすぐ右のトレイルを徒歩で１時間下ると達するが、過酷な道なので湾の南側からカヤックで行く人もいる。 

## 参照項目
- サウス・コナ地区